# تپه جمال‌آباد سرچهان
تپه جمال آباد سر چهان مربوط به سده‌های اولیه دوران‌های تاریخی پس از اسلام است و در شهرستان سرچهان، بخش مرکزی، ۵۰۰ متری غرب روستای جمال آباد واقع شده و این اثر در تاریخ ۱ مرداد ۱۳۸۶ با شمارهٔ ثبت ۱۹۳۱۱ به‌عنوان یکی از آثار ملی ایران به ثبت رسیده است.